# Queen's Gardens, Westminster
Queen's Gardens, Westminster est un square situé dans le quartier Bayswater de la Cité de Westminster à Londres. 

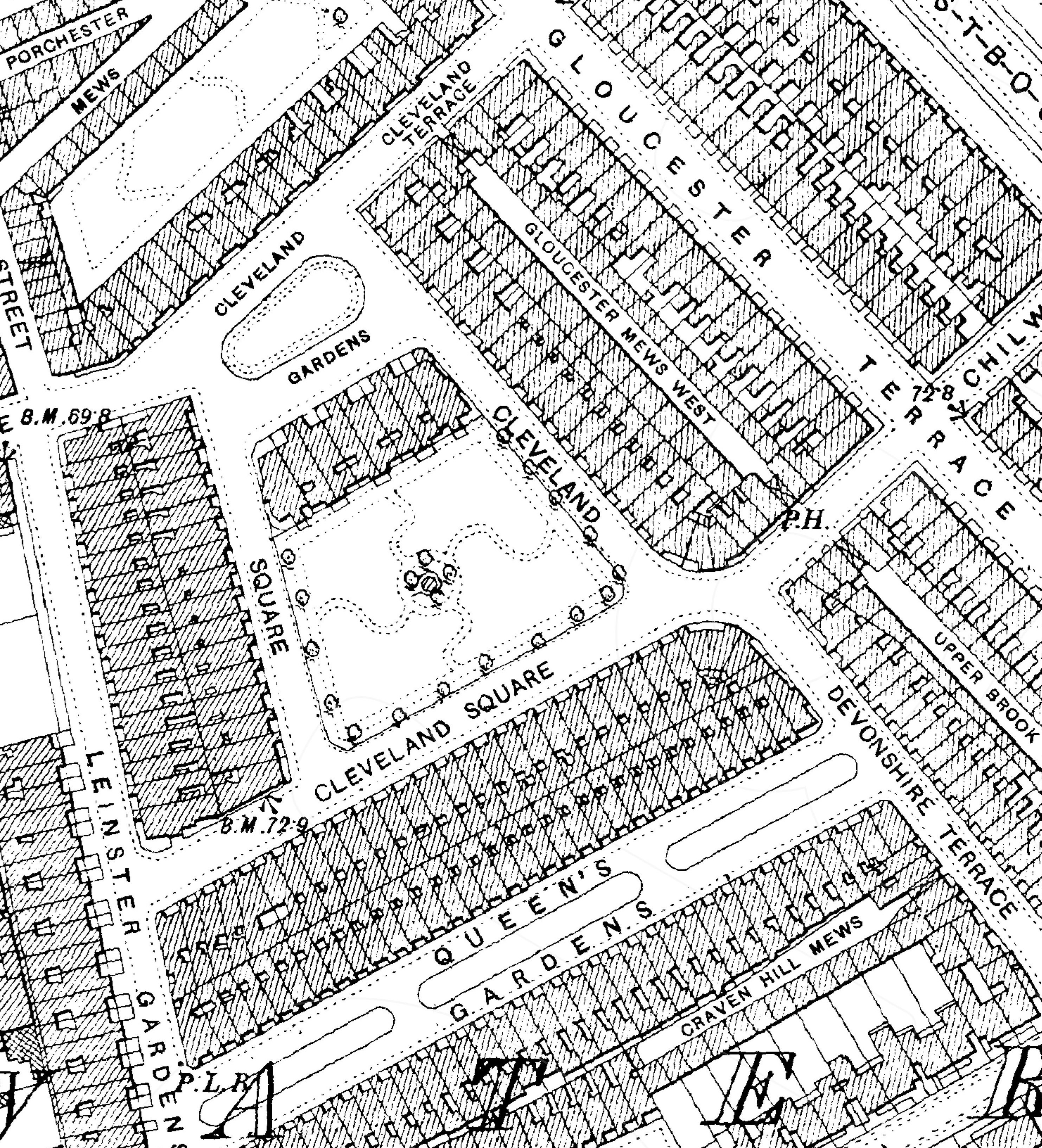
Jardins de la Reine sur une carte de l'Ordnance Survey de 1896 montrant la disposition des jardins

La place a été construite dans les années 1850 avec le reste de la zone, une autre place de jardin notable étant Cleveland Square, toutes construites par William Frederick Cleveland de Maida Vale qui a développé de nombreuses parcelles à Paddington et Bayswater . 
Les jardins de la Reine ont été construits vers 1855 .  